# جايمي رودريغيز كالديرون
جايمي رودريغيز كالديرون (بالإسبانية: Jaime Heliódoro Rodríguez Calderón)‏ هو سياسي مكسيكي، ولد في 28 ديسمبر 1957 في المكسيك. حزبياً، نشط في الحزب الثوري المؤسساتي. وقد انتخب Governor of Nuevo León ‏.

## وصلات خارجية
- الموقع الرسمي